# إرنست ديكسون (لاعب كرة قدم أمريكية)
إرنست ديكسون (بالإنجليزية: Ernest Dixon)‏ هو لاعب كرة قدم أمريكية أمريكي، ولد في 17 أكتوبر 1971 في فورت ميل في الولايات المتحدة.

## وصلات خارجية
- إرنست ديكسون على موقع مرجع كرة القدم المحترفة.كوم (الإنجليزية)